# Minilimosina
Minilimosina är ett släkte av tvåvingar. Minilimosina ingår i familjen hoppflugor.

## Dottertaxa tillMinilimosina, i alfabetisk ordning[1][2]
- Minilimosina accinta
- Minilimosina albinervis
- Minilimosina amphicuspa
- Minilimosina archboldi
- Minilimosina aterga
- Minilimosina baculum
- Minilimosina bicuspis
- Minilimosina bipara
- Minilimosina bistylus
- Minilimosina brachyptera
- Minilimosina caelator
- Minilimosina concinna
- Minilimosina contrasta
- Minilimosina cornigera
- Minilimosina curvispina
- Minilimosina curvistylus
- Minilimosina digitata
- Minilimosina dissimilicosta
- Minilimosina egena
- Minilimosina erecta
- Minilimosina fanta
- Minilimosina flagrella
- Minilimosina floreni
- Minilimosina fungicola
- Minilimosina furculipexa
- Minilimosina furculisterna
- Minilimosina gemella
- Minilimosina guestphalica
- Minilimosina hastata
- Minilimosina hispidula
- Minilimosina intercepta
- Minilimosina intermedia
- Minilimosina ismayi
- Minilimosina knightae
- Minilimosina lepida
- Minilimosina longisternum
- Minilimosina masoni
- Minilimosina nasuta
- Minilimosina parva
- Minilimosina parvula
- Minilimosina priapismus
- Minilimosina pujadei
- Minilimosina pulpa
- Minilimosina rotundipennis
- Minilimosina sclerophallus
- Minilimosina secundaria
- Minilimosina sitka
- Minilimosina spinifera
- Minilimosina tenera
- Minilimosina ternaria
- Minilimosina triplex
- Minilimosina trogeri
- Minilimosina tuberculum
- Minilimosina unica
- Minilimosina v-atrum
- Minilimosina vitripennis
- Minilimosina vixa
- Minilimosina xanthosceles
- Minilimosina xestops
- Minilimosina zeda